# Léonie Adams
Pour les articles homonymes, voir Léonie.
Léonie (Fuller) Adams (9 décembre 1899 - 27 juin 1988) est une poétesse américaine.

## Biographie
Léonie Adams (Fuller de son nom de jeune fille) est née le 9 décembre 1899 à Brooklyn, New York, États-Unis. Elle est élevée dans un environnement assez strict : elle n'a pas le droit de prendre le métro avant ses 18 ans, et même après ses 18 ans son père doit toujours l'accompagner. Sa sœur est l'archéologue et enseignante Louise Holland et son beau-frère est l'archéologue Leicester Bodine Holland. Elle étudie au Barnard College, où elle se lie d'amitié avec Margaret Mead. Alors qu'elle y étudie encore, elle fait preuve de talent remarquable en tant que poète et commence à publier ses poèmes. En 1925, elle publie son premier recueil de poésie, Those Not Elect.
Au printemps 1928, elle a une aventure avec Edmund Wilson. 
Alors qu'elle est à Londres, Adams rencontre Hilda Doolittle, qui lui présente plusieurs personnes de la scène littéraire londonienne. Au début de l'année 1929, Wilson lui écrit pour l'informer qu'il compte se marier avec une autre femme. Adams lui écrit alors qu'elle est tombée enceinte et lui fait comprendre qu'elle a fait une fausse couche, ce qui l'oblige à aller voir un docteur à Londres en octobre. Regrettant de l'avoir mise enceinte et souffrant de gros problèmes d'alcool, Wilson tombe dans une dépression nerveuse. Louise Bogan lui révèle plus tard que la grossesse de Léonie était imaginaire.
Elle enseigne la littérature anglaise à plusieurs facultés et universités dont le Douglass College (connu plus tard sous le nom du New Jersey College for Women) ou encore l'Université de Washington. Elle est un mentor notamment pour la poétesse Louise Glück, lauréate du prix Nobel de littérature en 2020. 
En 1930, elle rencontre l'écrivain et professeur William Troy à l'université de New York. Ils se marient en 1933.
En 1988, elle meurt à l'âge de 88 ans à New Milford dans le Connecticut.

## Style d'écriture
D'une manière générale, le style de Léonie Adams n'a pas subi de changement majeur durant sa vie. Cependant, le timide étonnement face au monde que l'on retrouve dans ses premiers écrits se transforme en lyrisme intense qui se rapproche de la dévotion. Ses descriptions riches témoignent d'une grande délicatesse dans la perception et d'un esprit exalté. Son travail est comparable à celui d'Henri Vaughan et des poètes métaphysiques du XVIIe siècle notamment du fait de la présence d'une extase presque religieuse dans son écriture.

## Récompenses
- 1954 : Bollingen Prize de l'université Yale[1] pour Poems: A Selection.
- 1955 : Shelley Memorial Award de la Poetry Society of America[2].
- 1974 : Academy Followship de l'Academy of American Poets[3].
- Récompense de la Fondation John-Simon-Guggenheim[4].
- Prix de l'American Academy of Arts and Letters[5].